# Dölitz

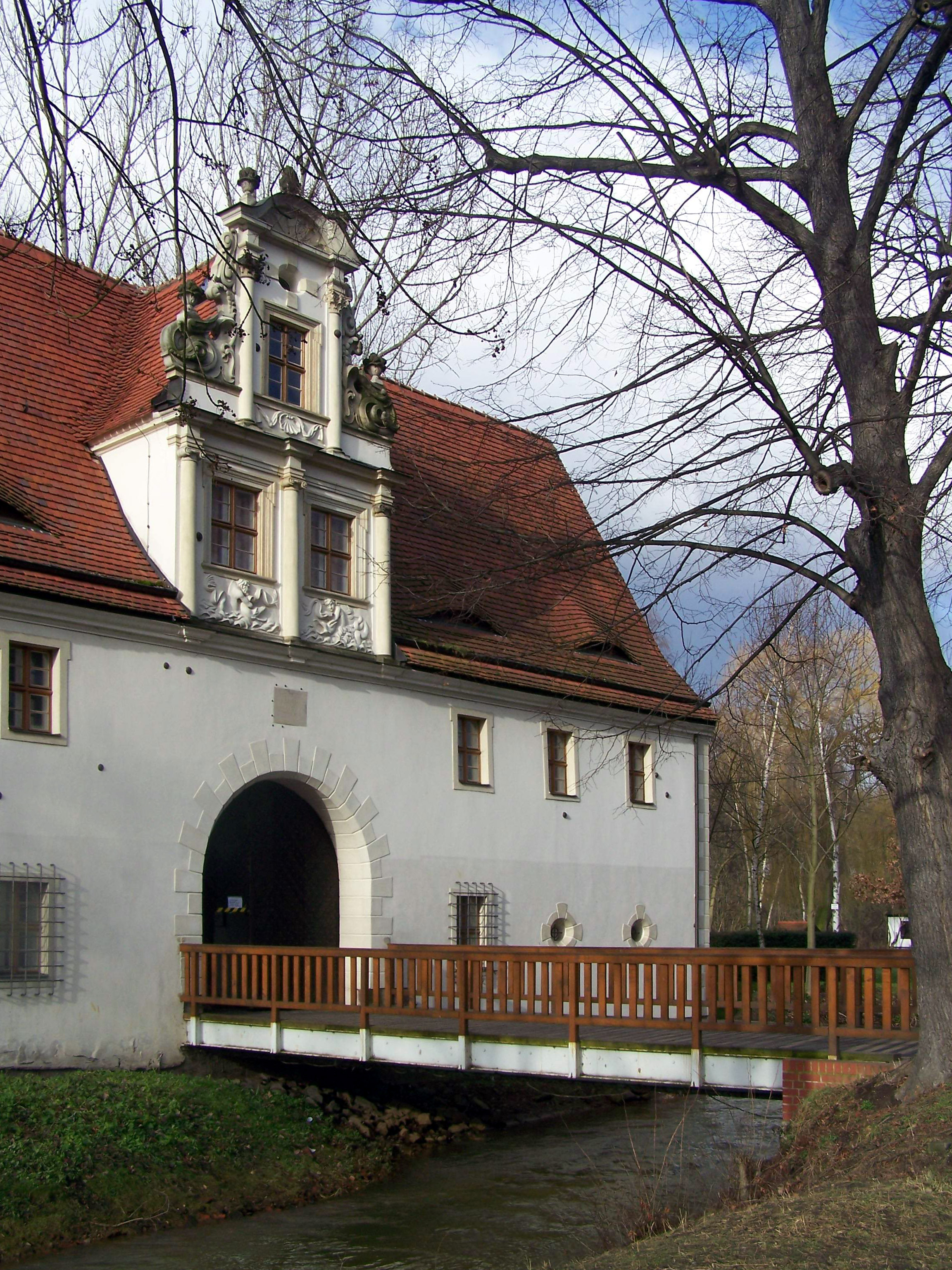
Torhaus

Dölitz ist ein Stadtteil im Stadtbezirk Süd von Leipzig. Er bildet zusammen mit Dösen den Ortsteil Dölitz-Dösen.

## Lage
Dölitz liegt knapp 6 km südlich des Leipziger Stadtzentrums am östlichen Rand der Pleißenaue. Seine Nachbarstadtteile bzw. -orte im Uhrzeigersinn, von Norden beginnend, sind Connewitz, Lößnig, Dösen und Markkleeberg mit seinen Teilen Markkleeberg-Ost und Raschwitz. Zu Dölitz gehört ein Teil des Leipziger Auenwaldes, der hier den agra-Park bildet. Die Dölitzer Bebauung befindet sich an seinem östlichen Rand. 
Der Leinegraben durchquert den Stadtteil von Meusdorf über Dösen kommend von Ost nach West, allerdings seit 1889 teilweise verrohrt. Er mündet in die Mühlpleiße, die sich entlang der westlichen Bebauungsgrenze erstreckt. Dölitz ist ein nahezu reines Wohngebiet, das sowohl noch Bauten aus seiner dörflichen Vergangenheit aufweist als auch gründerzeitliche Wohnquartiere sowie Bauten aus der Zeit vor dem Zweiten Weltkrieg.

## Geschichte
Der Ortsname Dölitz stammt aus dem Sorbischen. Er verweist auf eine natürliche Gegebenheit, nämlich die Lage in einem Tal (*doł ‘Tal’). Die bevorzugten altsorbischen Siedlungslagen befanden sich direkt an Gewässern.

### Rittergut

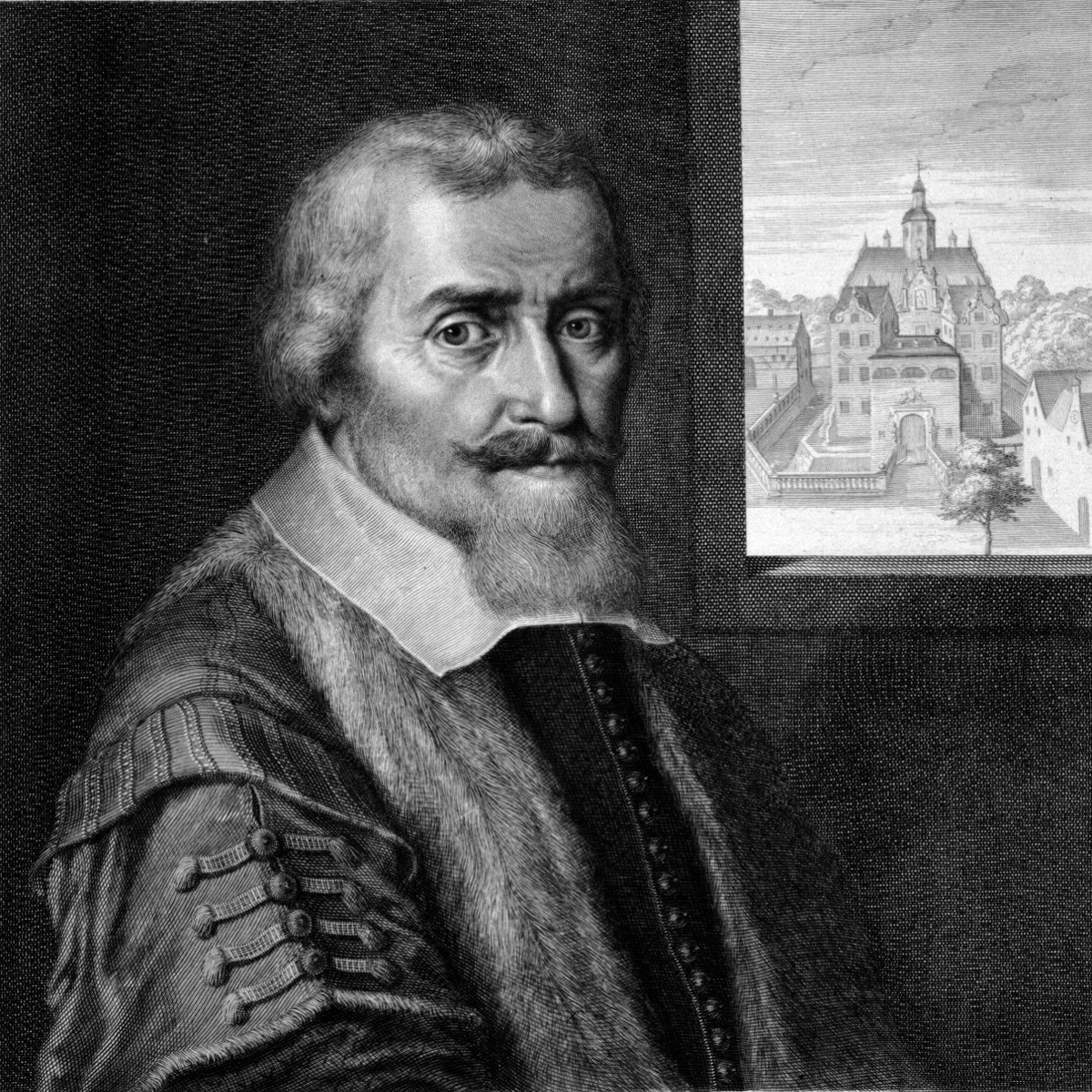
Georg Winckler

1262 wurde erstmals ein Johannes von Doluz erwähnt und 1348 im Lehnsbuch der Meißnischen Markgrafen ein Gut Dolizc, wahrscheinlich eine Wasserburg, mit den Besitzern Heinrich von Haldeken und Erich von Trewin. 1451 gelangte es zusammen mit dem Vorwerk Meusdorf in den Besitz des Andreas von Crostewitz. 1540 wurde der Besitz derer von Crostewitz durch Heinrich den Frommen bestätigt und auf die Mühle und den Gasthof ausgedehnt. Um 1550 errichteten die von Crostewitz ein Renaissance-Schloss.
1636 kaufte der Leipziger Rats- und Handelsherr Georg Winckler (1582–1654) das Gut von den verarmten Crostewitzens und ließ von Leipziger Baumeistern das verwahrloste Schloss erneuern und umbauen. Der Schlossbau war eine drei Etagen hohe Vierflügelanlage mit Innenhof, die von einem oktogonalen Dachreiter mit barocker Haube überragt wurde. In dieser Form blieb das Schloss auch bei späteren kleinen Umbauten bis zum Schluss erhalten.
Georg Winckler wurde 1650 von Kaiser Ferdinand III. geadelt. Er war der Ahnherr einer weit verzweigten Familie, deren Mitglieder in den folgenden Generationen in der Landesverwaltung, beim Militär, in städtischen Ämtern (z. B. Bürgermeister in Leipzig, Ratsherren, Baumeister) oder als Kaufleute tätig waren. Die Familie hatte in der Gegend umfangreiche Besitzungen. Das Gut Dölitz blieb über zehn Generationen fast 300 Jahre in Familienbesitz.
Nach dem Tod Georg von Wincklers übernahm Andreas von Winckler, der zweite seiner vier Söhne, das Gut Dölitz. Dieser ließ 1670 auf den alten Grundmauern das Torhaus des Schlosses mit anschließender Scheune neu errichten. Das Torhaus stand quasi auf einer Insel, denn ein Zweig der Mühlpleiße verlief durch den Schlosshof, während das Torhaus von außen auch nur über eine Brücke zu erreichen war.

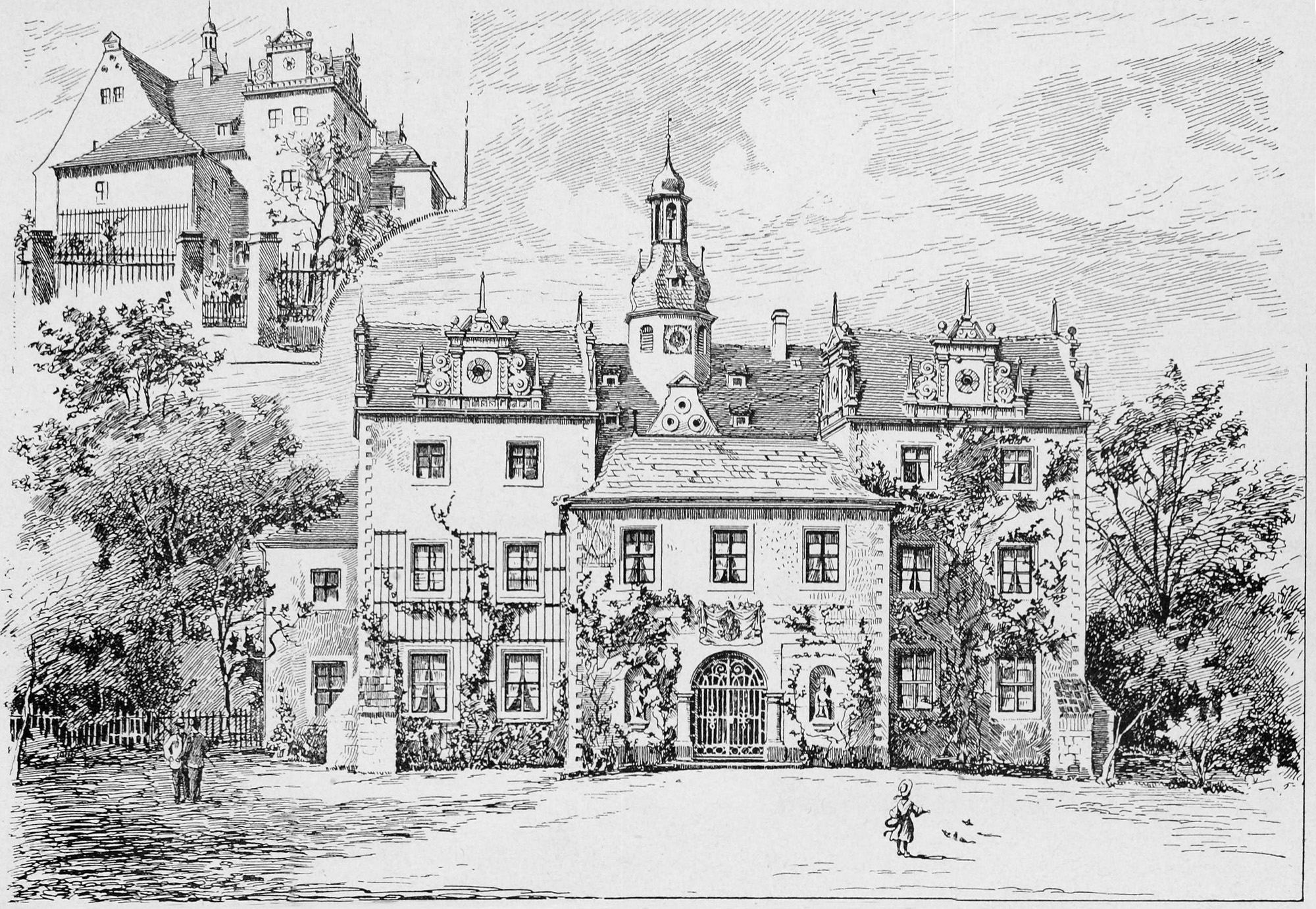
Schloss Dölitz (um 1890)

Während der Völkerschlacht bei Leipzig war das Gut Dölitz heftig umkämpft. Die Franzosen konnten das Gut gegen mehrfache Angriffe der österreichischen Truppen am 16. und 18. Oktober 1813 halten, bis sie in der Nacht vom 18. zum 19. ungehindert den Rückzug antraten. Das Torhaus ist das letzte noch erhaltene Gebäude in Dölitz, das im Verlauf der Völkerschlacht eine wichtige Rolle gespielt hat.
Trotz einiger Umbauten behielt das Schloss Dölitz bis ins 20. Jahrhundert seine ursprüngliche Gestalt. 1925 wurde der bis dahin selbstständige Rittergutsbezirk der Leipziger Stadtverwaltung unterstellt, und 1927 verkauften es die von Wincklerschen Erben der Stadt Leipzig. Diese richtete 1931 im Schlossgarten eine reformpädagogische Freiluftunterrichtsstätte mit Schlechtwetter-Unterkünften im Schloss ein. Während des Zweiten Weltkriegs war im Schloss auch ein Kindergarten untergebracht.
In der Nacht vom 20. zum 21. Februar 1944 wurde durch Luftdruck und Splitter einer in der Nähe eingeschlagenen Sprengbombe das Schloss schwer beschädigt. Wegen fehlender Mittel zum Wiederaufbau in der Nachkriegszeit verfiel das Schloss immer mehr und wurde 1947 gesprengt. Das Torhaus blieb, auch beim Brand der benachbarten Scheune 1953, erhalten und wurde mehrfach renoviert (1957/1958, 1986). Seit 1960 beherbergt es eine kulturhistorische Zinnfigurenausstellung zu den Ereignissen der Völkerschlacht.
In die Literatur ist das Schloss Dölitz durch die Erzählung „Irrfahrt bei Leipzig“ von Margarete zur Bentlage eingegangen, in der ein unbenanntes Schloss im Süden Leipzigs eine Rolle spielt, durch eine Zeichnung im Buch aber als Dölitz zu erkennen ist.

### Dorf Dölitz

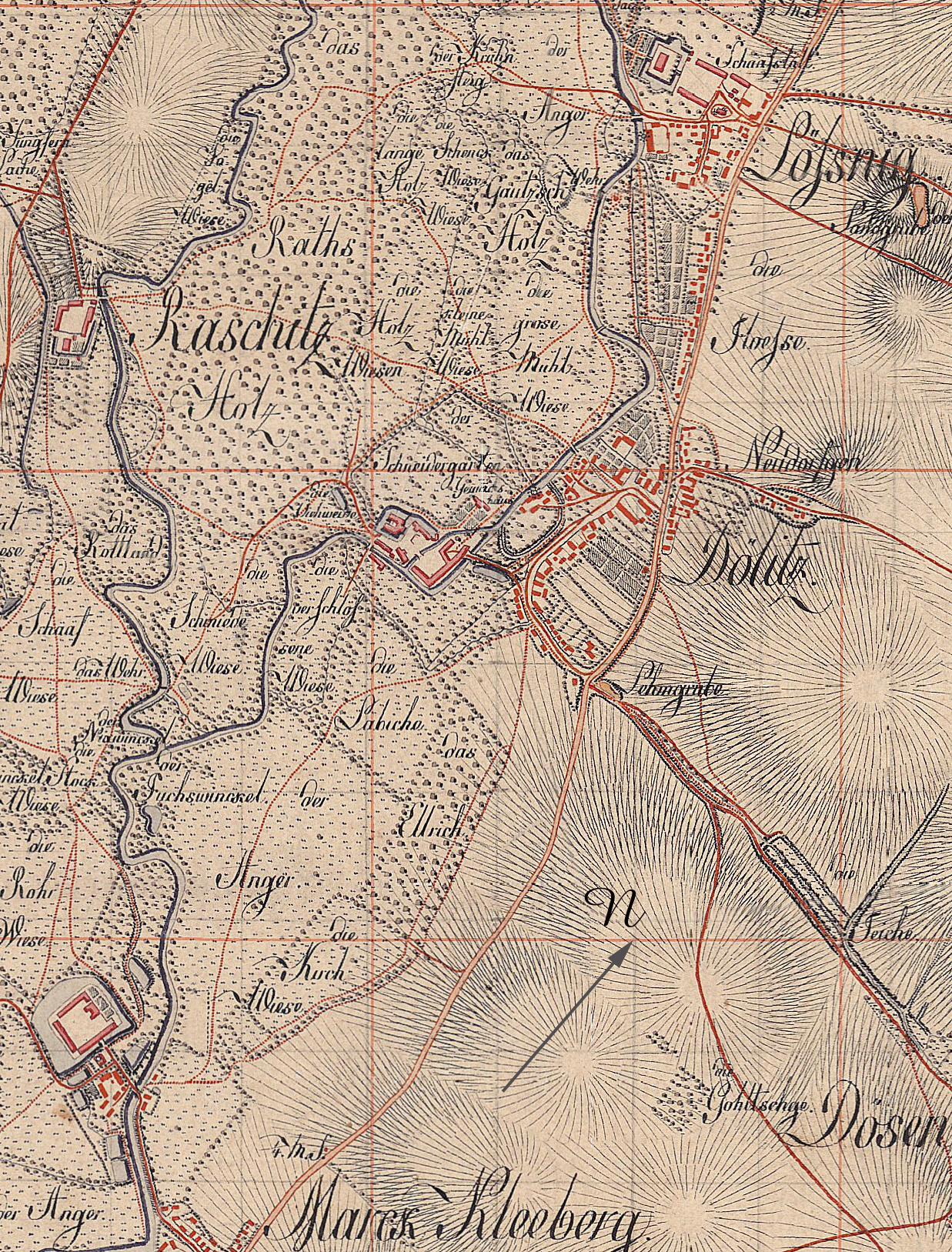
Dölitz (um 1800)

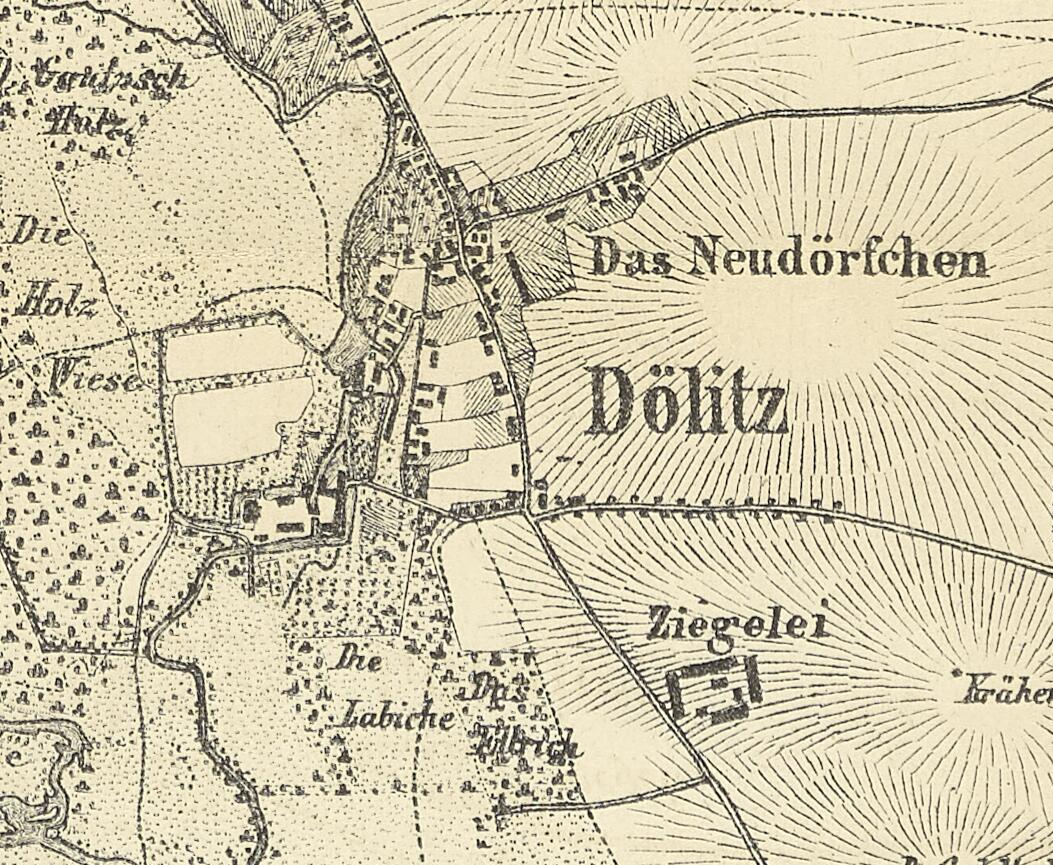
Dölitz auf einer Karte von 1863

Die sorbische Besiedlung der Dölitzer Flur begann im 8. Jahrhundert in der Nähe der heutigen Helenenstraße. Die Bauern betrieben Getreideanbau, Vieh- und Bienenzucht sowie Fischfang. Ab etwa dem elften Jahrhundert wurde die sorbische Bevölkerung im Zuge der deutschen Ostexpansion und der folgenden bäuerlichen Landnahme von den deutschen Siedlern entweder verdrängt oder in einem langen Prozess assimiliert. In Dölitz dominierten am alten Dorfplatz bald die deutschen Siedler, während die verdrängten Sorben im so genannten Neudörfchen am Weg nach Probstheida (heute Friederikenstraße) siedelten. Das lange Nebeneinander ist auch daran zu erkennen, dass bis 1327 Sorbisch neben Deutsch noch Gerichtssprache war.
In der ersten Hälfte des 13. Jahrhunderts taten sich die drei benachbarten Dörfer Dölitz, Lößnig und Connewitz zusammen und erbauten zum Betrieb ihrer Mühlen einen Mühlgraben, die heutige Mühlpleiße. In der zweiten Hälfte des 15. Jahrhunderts diente der Mühlgraben noch einem anderen Zweck; es wurde Brennholz geflößt und auf dem Platz zwischen Dölitz und Lößnig gestapelt.
Bereits 1459 wurde in Dölitz ein Kretscham urkundlich erwähnt. Er befand sich etwa an dem Platz der nördlichen Einmündung der Helenenstraße in die Bornaische Straße – im Volksmund „der Markt“ –, wo im 19. Jahrhundert der heute verfallene Gasthof „Zum Reiter“ entstand. Der Kretscham diente unter anderem als Ausspanne für Handelsfuhrwerke von und nach Leipzig auf der Via imperii, die seit dem Hochmittelalter durch Dölitz führte. Diese Straße von Italien bis Lübeck war für die Entwicklung von Dölitz wesentlich mitbestimmend. 1692 verkehrte auf ihr durch Dölitz erstmals die Fahrende Post über Zwickau bis Schneeberg und später bis Prag. Die Straße verlor an Bedeutung für den Fernverkehr, als 1817 die Straße von Probstheida über Magdeborn nach Borna, die spätere Fernverkehrsstraße F95, eröffnet wurde.
Von den üblichen Plagen wurde Dölitz auch nicht verschont. Von 1632 bis 1642 wüteten mehrere Pestepidemien, denen 300 Dölitzer zum Opfer fielen. Während des Dreißigjährigen Krieges wurden Dorf und Gut mehrmals von den Kaiserlichen und den Schweden geplündert, und in der Völkerschlacht wurden während des Rückzugs der napoleonischen Truppen 26 Gebäude des Dorfes beschädigt oder zerstört.

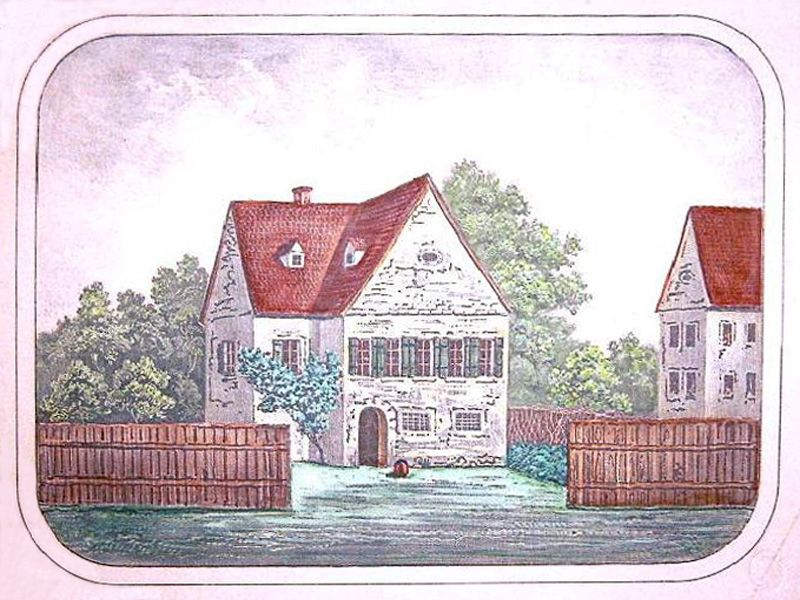
Oesersches Landhaus

Dölitz auf einer Karte von 1907

Dölitz hatte nie eine eigene Kirche. Georg Winckler, der Enkel des Erwerbers des Schlosses, unternahm diesbezüglich zwei vergebliche Versuche beim sächsischen Hofe. Dölitz war zunächst nach Probstheida eingepfarrt (1540) und ab 1580 nach Markkleeberg. Deshalb gingen die Kinder auch hierhin zur Schule, bis Dölitz 1827 im Mühlweg (heute Vollhardtstraße) sein erstes Schulhaus mit einem Klassenraum für über 120 Schüler erhielt. 1881/1883 entstand an der Bornaischen Straße die bis 1905 genutzte zweite Dölitzer Schule mit drei Stockwerken, die später als Gemeindeamt und Wohnhaus, als Polizeiwache und ab 1952 als Heim der evangelischen Kirche diente. Das dritte, bis heute als 8. Schule - Grundschule genutzte Schulgebäude entstand 1904/1905 an der Wincklerstraße.
Ab der Mitte des 18. Jahrhunderts wurde Dölitz für Leipziger Bürger als Sommeraufenthalt interessant. So weilte der Direktor der Leipziger Kunstakademie Adam Friedrich Oeser mit seiner Familie von 1760 bis 1770 sommers in einem der Häuser der Gutsbesitzer Winckler, wo er zwischen 1766 und 1768 auch öfter vom jungen Goethe besucht wurde. 1771 bauten die Oesers in der Bornaischen Straße ein eigenes Haus. Später wurden auch große herrschaftliche Villen mit umgebenden Parks errichtet, so 1859 durch den Leipziger Kaufmann und Stadtrat Paul Bernhard Limburger nördlich von Dölitz auf dem ehemaligen Floßplatz und 1896 vom Pelzhändler und Stadtrat Friedrich Wilhelm Dodel südlich der Helenenstraße. Da Limburger auch Mitglied des Direktoriums des Gewandhauses war, verkehrten bei ihm bekannte Musiker wie Johannes Brahms, Carl Reinecke und Arthur Nikisch.
1839 wurde Dölitz durch die Sächsische Landgemeindeordnung von 1838 eine selbstverwaltete Gemeinde mit einem gewählten Gemeinderat und unabhängig vom Rittergutsbesitzer. Dölitz lag bis 1856 im kursächsischen bzw. königlich-sächsischen Kreisamt Leipzig. Ab 1856 gehörte der Ort zum Gerichtsamt Leipzig II und ab 1875 zur Amtshauptmannschaft Leipzig.
Durch die Gewerbefreiheit entstanden ab etwa 1860 zahlreiche Handwerks- und andere Betriebe, insbesondere auch Gärtnereien, die zum Teil heute noch existieren. Die Bautätigkeit nahm zu. Die Gutsherrschaft richtete an der Bornaischen Straße eine bis 1910 existierende Ziegelei ein, die ihren Lehm von nördlich des Gutes über eine um das Gut herumführende Feldbahn erhielt.
Um die Wende zum 20. Jahrhundert verstärkte sich durch den Aufschwung Leipzigs in den Gründerjahren auch der Wohnungsbau in Dölitz. Nachdem ab 1890 an der Bornaischen Straße die ersten „städtischen Mietshäuser“ errichtet worden waren, erschloss der Dölitzer Viehhändler und Großfleischer Paul Giebner neue Gebiete für den Wohnungsbau. Gründerzeithäuser entstanden unter anderem in der Giebner-, der Friederiken-, der Bürger- und der Leinestraße. Trotzdem blieben bis heute zahlreiche Bauten aus dörflicher Zeit erhalten, wie die Wohnstallhäuser Friederikenstraße 4 und Bornaische Straße 169. Allerdings sind sie aktuell (2022) in ihrem Bestand bedroht.
Da die Gemeinde die mit der Einwohnerzahl stark zunehmenden Infrastrukturaufgaben (Schulbetrieb, Trink- und Abwassernetz, Straßenbau) nicht mehr allein erfüllen konnte, wurde Dölitz auf eigenen Wunsch 1910 nach Leipzig eingemeindet.

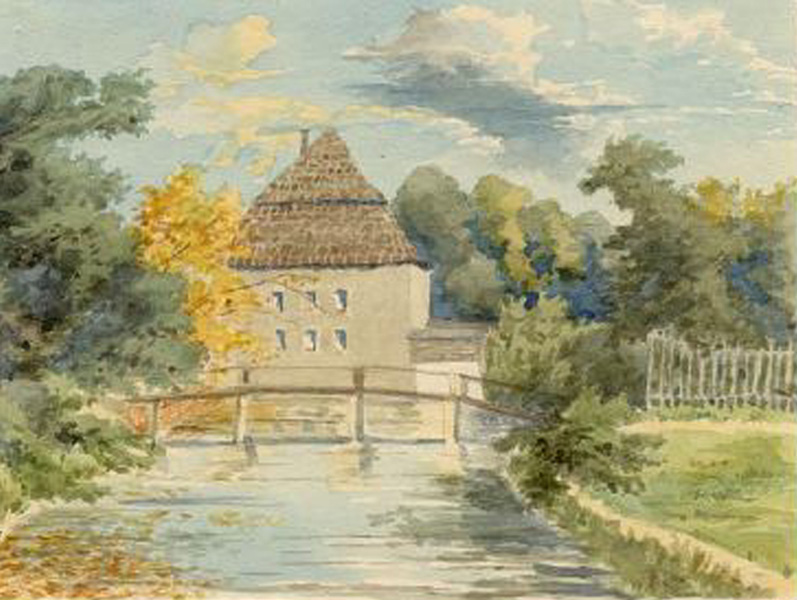
Dölitzer Mühle; erhalten
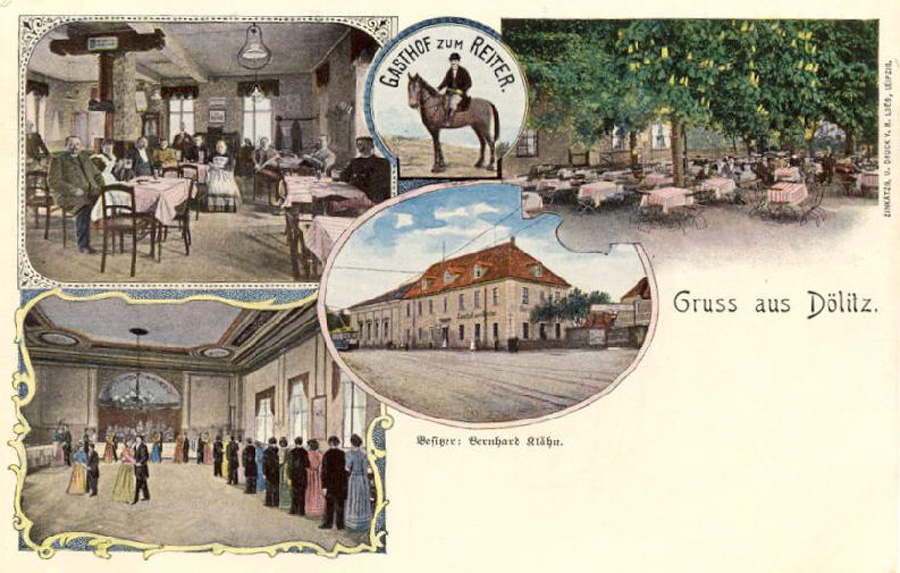
Gasthof „Zum Reiter“ (1894); bis auf Fassadenrest 2019 abgebrochen
Dölitzer Schmiede (um 1900); erhalten
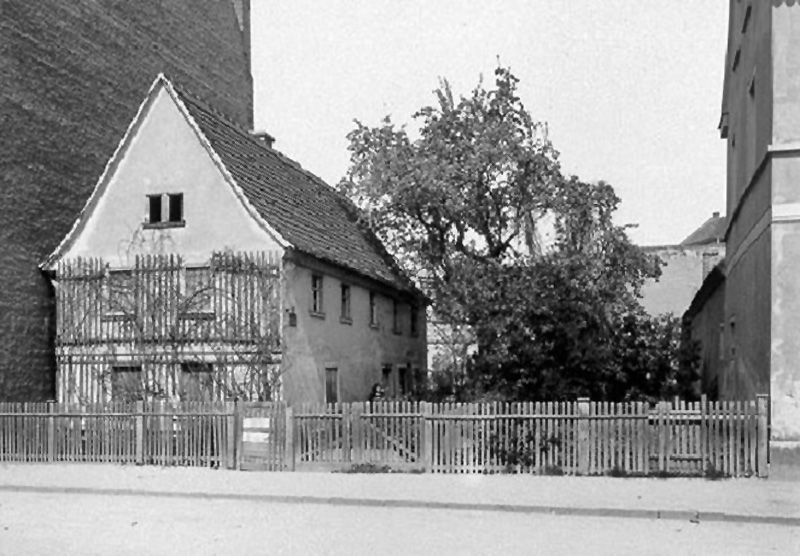
Wohnhaus in der Helenenstraße; nicht erhalten
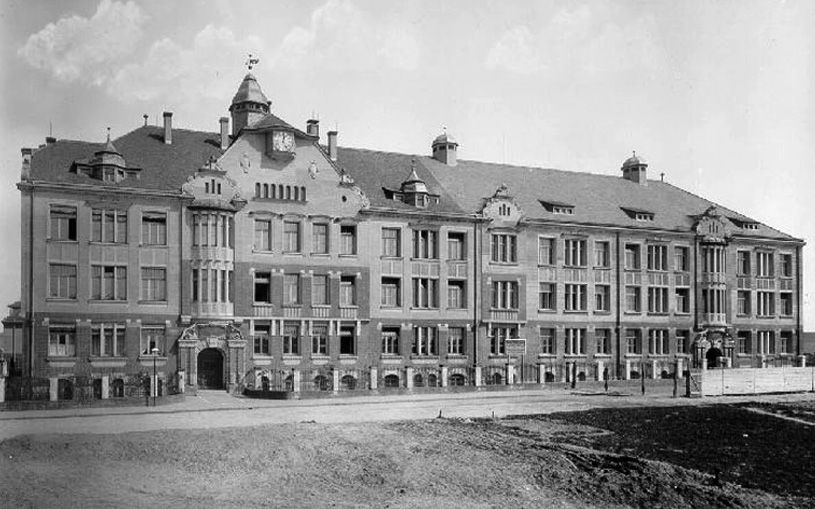
Schule in der Wincklerstraße; erhalten

### Dölitz als Stadtteil

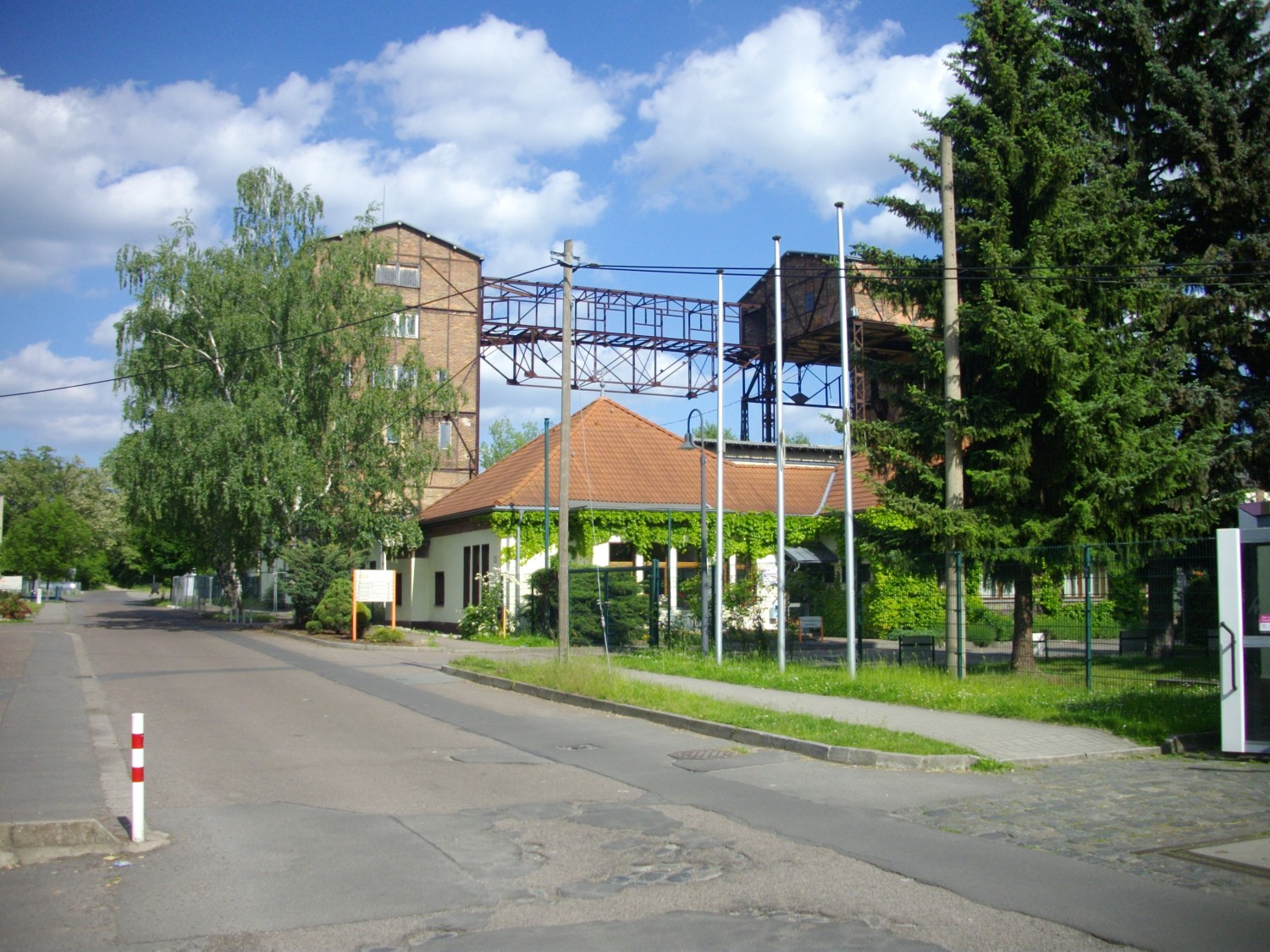
Schacht Dölitz (2009)

Auch nach der Eingemeindung ging die Bautätigkeit in Dölitz weiter. 1925/1926 wurde die an der Grenze zu Markkleeberg gelegene Straße Am Eichwinkel angelegt und in den Folgejahren bebaut. 1929–1931 entstanden an der Bornaischen Straße und an der Helenenstraße (Helenenhof) Wohnbauten auf dem ehemals Dodelschen Parkgelände nach dem Bankrott des Dodelschen Pelzhandels. Nach dem Abriss der Dodelschen Villa im Jahre 1935 wurde auf dem Gelände ab 1939 ein Wohnheim mit Senioren-Kleinstwohnungen errichtet, das heutige städtische Altenpflegeheim Seniorenpark Dölitz.
Bereits 1899 war die Line D der Großen Leipziger Straßenbahn bis nach Dölitz verlängert worden. 1912/1913 wurde das Dölitzer Straßenbahndepot erweitert. Neben dem bisherigen Holzbau entstand eine 100 Meter lange zehngleisige Stahlbetonhalle, und ab 1915 wurde der Linienverkehr, der bis dahin vorher endete, bis zum Straßenbahndepot aufgenommen und 1928 bis Markkleeberg weitergeführt.
Nach Probebohrungen seit 1894, Förderschachtabteufungen und ober- und untertägigem Ausbau der Anlagen wurde 1905 die industrielle Braunkohleförderung in der im nordöstlichen Teil von Dölitz gelegenen Schachtanlage aufgenommen. Der Hauptabnehmer der Kohle war ab 1910 das neue Elektrizitätswerk Süd in Lößnig. 1917 wurde die Grube Eigenbetrieb der Leipziger Stadtwerke. In den 20er Jahren wurden Erweiterungen und technische Verbesserungen vorgenommen. 1927 wurde der Personentransport im Förderkorb eingeführt, so dass die Kumpel die 70 Meter Schachttiefe nicht mehr über Leitern bewältigen mussten. Ab 1927 wurde die Kohle von der Grube zum Kraftwerk mit einer Seilbahn transportiert, deren Betrieb aber bereits nach einem Jahr wegen Umweltverschmutzung eingestellt werden musste. Die Kohleförderung wurde bis 1959 betrieben. Danach wurden die Übertageanlagen vom Institut für Bergbausicherheit genutzt. Nach 1990 wechselten sich zahlreiche Nutzer ab. Jetzt dient ein Großteil des Geländes dem Technologie- und Berufsbildungszentrum Leipzig.

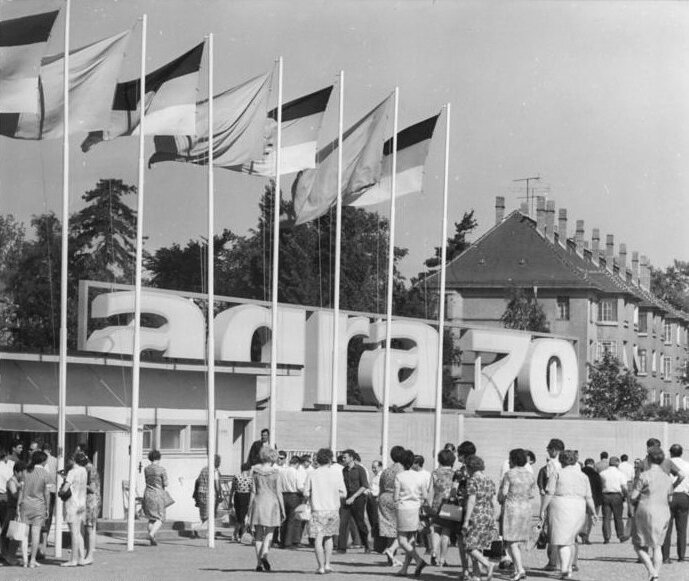
Haupteingang zur agra (1970)

Im Zweiten Weltkrieg kam es in Dölitz, abgesehen von Einzelverlusten an Gebäuden durch Brandbomben und Luftminen, zu keinen großflächigen Schäden. Leider wurden große Teile des Oeser-Hauses zerstört und das Schloss schwer beschädigt.
1952/1953 wurde die seit 1946 in Markkleeberg stattfindende Gartenbauausstellung zur Landwirtschaftsausstellung der DDR (ab 1966 agra Markkleeberg) erweitert und dazu vor allem Dölitzer Flur östlich der Mühlpleiße in Anspruch genommen sowie gegenüber dem Straßenbahndepot ein neuer Haupteingang geschaffen. Im agra-Park entstand 1956 die an die klassizistische Kurarchitektur angelehnte, konkav gestaltete Parkgaststätte mit Kolonnade und Terrasse. Von 1966 bis 1972 wurde wegen des Braunkohletagebaus Espenhain die Pleiße von Großdeuben bis ins agra-Gelände verlegt und begradigt und über dem Parkgelände die neue Hochstraße F2/95 errichtet.
Von 1975 bis 1984 entstand auf den ehemaligen Bruchfeldern des Braunkohlenschachtes Dölitz der zum Teil auch auf Dölitzer Flur gelegene Erholungspark Lößnig-Dölitz.

## Bevölkerung
Angaben sind ab 2000 nur für den gesamten Ortsteil Dölitz-Dösen verfügbar.
| Jahr | Dölitz   |      | Jahr  | Dölitz-Dösen |
| ---- | -------- | ---- | ----- | ------------ |
| 1550 | etwa 200 | 2000 | 4.288 |              |
| 1826 | 0550     | 2005 | 3.850 |              |
| 1834 | 0880     | 2010 | 4.053 |              |
| 1858 | 1.278    | 2015 | 4.734 |              |
| 1880 | 1.516    | 2020 | 4.647 |              |
| 1910 | 2.789    | 2024 | 4.874 |              |
| 1925 | 3.368    |      |       |              |

Stand: 31.12. des jeweiligen Jahres

## Sehenswürdigkeiten

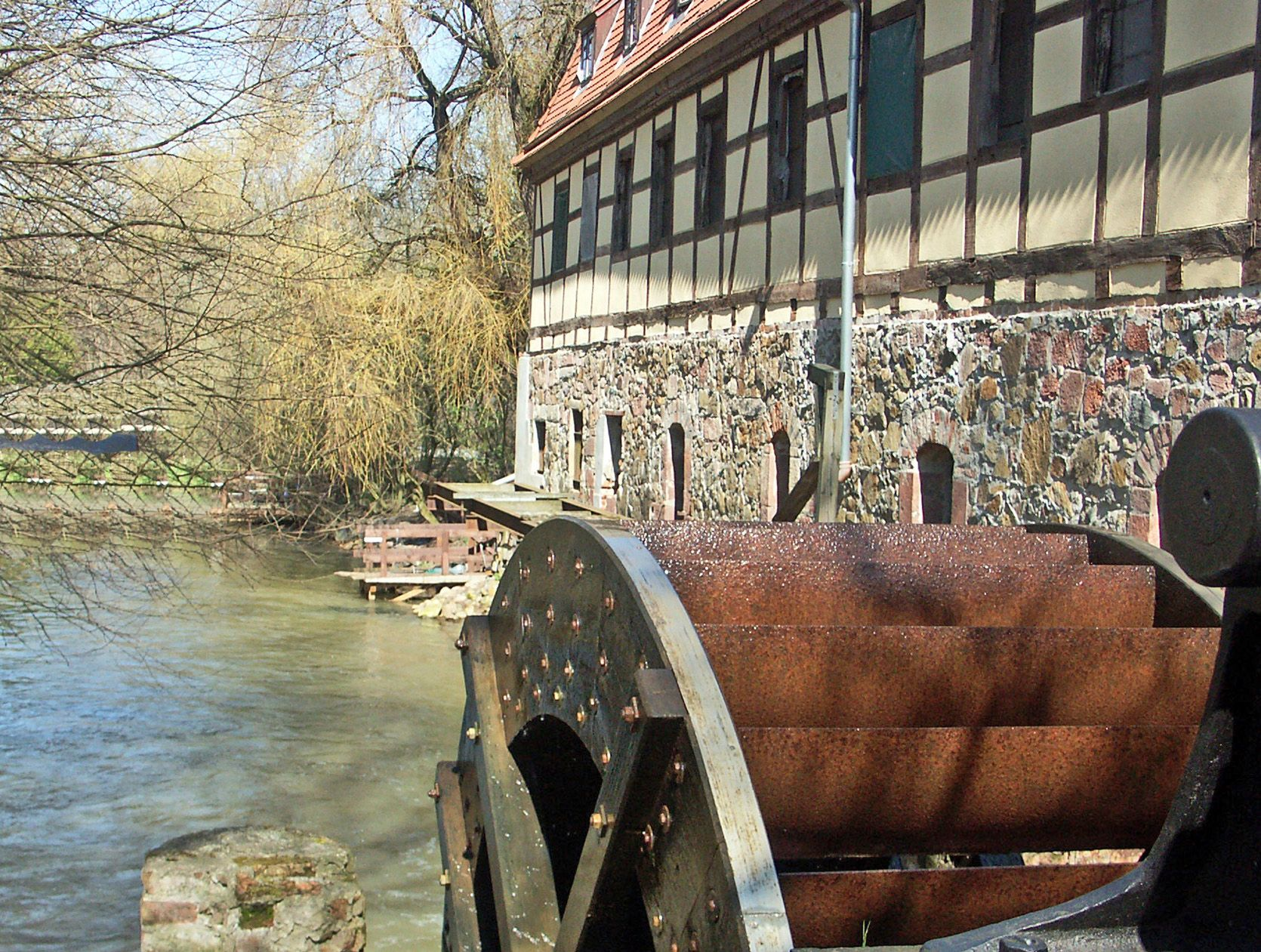
Dölitzer Mühle mit Wasserkraftanlage

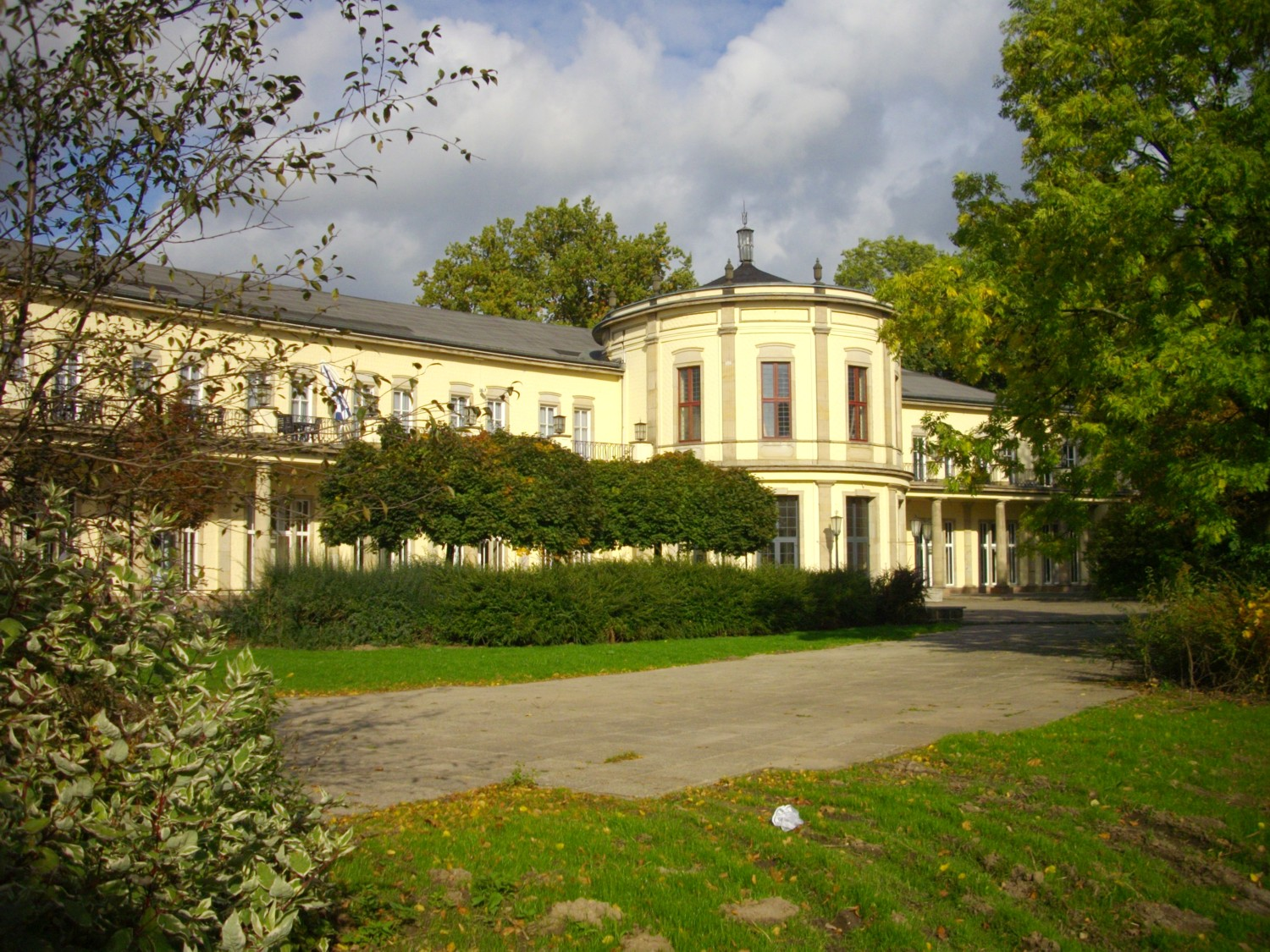
Parkgaststätte im Agra-Park

- Torhaus Dölitz

Das Torhaus Dölitz ist der Rest der ehemaligen Schlossanlage aus dem 17. Jahrhundert. Am renovierten Bau sind Spuren der Kämpfe (Kanonenkugeln) aus der Völkerschlacht bei Leipzig erhalten. Das Haus beherbergt eine Zinnfigurenausstellung mit dem Schwerpunkt der Befreiungskriege gegen Napoleon. 40 Dioramen der Dauerausstellung, von denen das größte allein 12.000 Figuren umfasst, sind diesem Thema gewidmet. Dazu kommen über zehn kulturhistorische und stadtgeschichtliche Dioramen. Hinter dem Torhaus befinden sich Gedenksteine und Schrifttafeln zur Erinnerung an die Völkerschlacht.
- Kriegerdenkmal

Das Ehrenmal auf dem Platz vor dem Torhaus wurde 1894 vom Königlich Sächsischen Militär-Verein Dölitz anlässlich seines 25-jährigen Bestehens und zum Gedenken zweier Gefallener im Deutsch-Französischen Krieg errichtet.
- Wassermühle Dölitz

Die Dölitzer Wassermühle ist die einzige noch erhaltene Wassermühle im Stadtgebiet Leipzigs. Im Laufe ihrer Geschichte wurde sie nach Beschädigungen und Zerstörungen mehrfach um- oder wieder aufgebaut. Ihr restauriertes Äußeres entspricht ihrem Wiederaufbau im Jahre 1814. Das historische Wasserrad wurde rekonstruiert und treibt seit 2006 einen Generator an, der bis zu fünf Kilowatt elektrischer Leistung ans öffentliche Energienetz abgibt. Das Hofensemble wird komplettiert durch rekonstruierte Fachwerkhäuser aus dem Leipziger Südraum.
- agra-Park

Der agra-Park umfasst einen Großteil des Geländes der ehemaligen Landwirtschaftsausstellung der DDR. Der östliche Parkteil mit der Parkgaststätte liegt auf Dölitzer Flur. Spazierwege, Blumenbeete, sowie die Gaststätte Spreewaldschänke laden zur Erholung ein.
- Dölitzer Mühlpleiße

Der im 13. Jahrhundert angelegte Mühlgraben begrenzt den Agra-Park auf der östlichen Seite und fließt am Torhaus Dölitz vorbei. An der Spreewaldschänke beginnend zieht sich an ihm ein Vogellehrpfad entlang.
- Schacht Dölitz

Die Übertageanlagen des ehemaligen Schachtes sind das seit 1993 unter Denkmalschutz stehende letzte Zeugnis des bis 1959 betriebenen Braunkohlentiefbaus in Mitteldeutschland. In dem durch das Technologie- und Berufsbildungszentrum Leipzig genutzten Gelände sind die übertägigen Schachtanlagenteile mit dem sanierten Maschinenhaus und der museal aufgebauten Dampfkesselanlage öffentlich zugänglich. Sie werden für Ausstellungen, Veranstaltungen und Führungen genutzt.
- Erholungsgebiet Lößnig-Dölitz

Das Erholungsgebiet Lößnig-Dölitz entstand in den 1980er Jahren auf dem Bergbaunutzungsgebiet des stillgelegten Braunkohletiefbaus Dölitz. Die bis dahin landwirtschaftlich genutzten Flächen enthalten ein ausgedehntes Fuß- und Radwegenetz durch großzügige Wiesenräume und kompakte Pflanzungen zu den unterschiedlichen Erlebnisbereichen mit Teichen und Spieleinrichtungen sowie einem Waldarboretum, einer Sammlung von Bäumen mit vorwiegend nordamerikanischen und nordasiatischen Gehölzen. Die Gaststätte Schäferei erinnert an eine frühere Nutzung der Gegend.
- Biwak zum Jahrestag der Völkerschlacht

Alljährlich werden an einem Wochenende im Oktober Kampfhandlungen der Völkerschlacht in Originalkostümen nachgestellt. Ein Biwak-Lager befindet sich dann jeweils am Torhaus Dölitz.

## Wirtschaft und Infrastruktur

### Wirtschaft
Seit der Stilllegung des Braunkohlenschachtes existieren in Dölitz keine größeren Industriebetriebe mehr. Auf dem Schachtgelände befindet sich das Technologie- und Berufsbildungszentrum Leipzigs. In den Ausstellungshallen des ehemaligen agra-Geländes, dem agra-Messegelände, finden in regelmäßigen Abständen Trödelmärkte, Veranstaltungen und andere kleinere Ausstellungen statt. Das Gelände ist auch Zentrum des an jedem Pfingstwochenende wiederkehrenden Wave-Gotik-Treffens.

### Verkehr

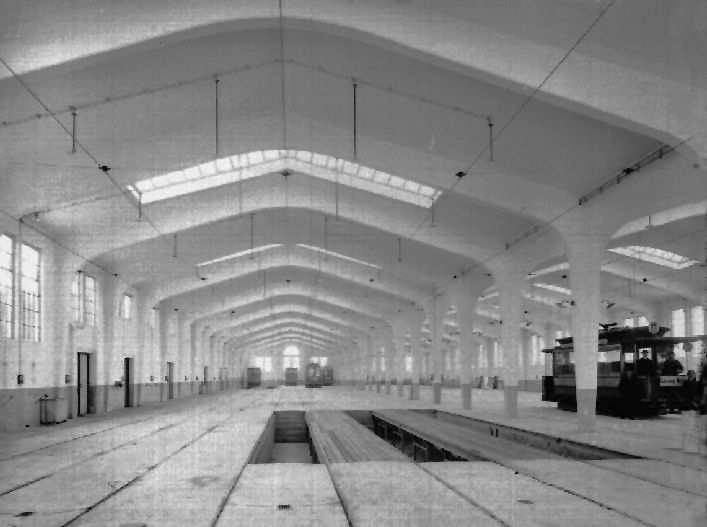
Stahlbeton-Wagenhalle des Straßenbahnhofs Dölitz (um 1912)

Hauptverkehrsader in Dölitz ist die Bornaische Straße, die den Stadtteil in dem historisch entstandenen kurvenreichen Verlauf von Nord nach Süd durchzieht und ihn mit der Innenstadt Leipzigs verbindet. Eine Bedeutung für den Durchgangsverkehr in Ost-West-Richtung haben die Leinestraße und der Goethesteig.
Der Ort ist an das Straßenbahnnetz der Stadt Leipzig und des Umlandes angebunden. Die Linie 11 hat in Dölitz drei Haltestellen. Sie verkehrt in nördlicher Richtung über den Leipziger Innenstadtring bis Schkeuditz und nach Süden bis Markkleeberg-Ost, wo der Markkleeberger See leicht zu erreichen ist. Der Straßenbahnhof Dölitz ist einer der fünf Betriebshöfe der Leipziger Verkehrsbetriebe für ihre Straßenbahnen, er beherbergt Züge der Linien 9, 10, 11 und 16.
Anschluss an das Autobahnnetz hat Dölitz über die Anschlussstelle Leipzig-Süd der A 38. Die vierspurige Schnellstraße B 2 mit der Dölitzer Abfahrt am Goethesteig verbindet die A 38 mit dem Leipziger Zentrum und bietet für Dölitz damit schnelle Verbindungen nach beiden Richtungen.

### Straßen
Ab etwa Mitte des 19. Jahrhunderts waren in Dölitz Straßennamen im Gebrauch. 1892 beschloss der Gemeinderat die Einführung offizieller Straßennamen, deren Zahl sich mit den Giebnerschen Erschließungen um die Jahrhundertwende wesentlich erweiterte. Nach der Eingemeindung nach Leipzig mussten Umbenennungen vorgenommen werden, um Doppelungen zu vermeiden. Umbenennungen erfolgten auch nach 1945 und nach Eingemeindungen nach 1990. Im Folgenden sind für das Gebiet Dölitz gemäß der kommunalen Gliederung von 1992 die heutigen Bezeichnungen der Straßen, ihr Namensbezug und ihre Jahreszahlen zusammengestellt.
| Am Eichwinkel       | nach einem alten Flurstück, seit 1925/1926                                                                                |
| An der Mühlpleiße   | führt zur Mühle an der Mühlpleiße, bis 1912 Kurze Straße                                                                  |
| Bornaische Straße   | Verlauf der früher über Borna führenden Via imperii, 1950–1991 Fritz-Austel-Straße nach dem Antifaschisten Fritz Austel   |
| Bürgerstraße        | nach Gottfried August Bürger, bis 1912 Schillerstraße                                                                     |
| Bei der Krähenhütte | nach einer Krähenjagdhütte südlich der Leinestraße, seit 1940                                                             |
| Eigenheimstraße     | nach den 1929/1930 an ihr erbauten Eigenheimen                                                                            |
| Floraweg            | früher Gartenstraße nach den Gärtnereien an der Straße                                                                    |
| Friederikenstraße   | nach Friederike Oeser, der Tochter Adam Oesers und Freundin Goethes, vor 1912 Hopfenberg, Neudörfchen, Probstheidaer Str. |
| Gersterstraße       | nach Ottmar Gerster |
| Giebnerstraße       | nach Paul Giebner, der die Entwicklung von Dölitz beförderte, seit 1898                                                   |
| Goethesteig         | vermutlich von Goethe bei seinen Besuchen in Dölitz benutzt, seit 1932                                                    |
| Helenenstraße       | nach dem Vornamen der früh verstorbenen Ehefrau des Dölitzer Stifters Dr. Haake, bis 1912 Wassergasse                     |
| Hentschelweg        | nach dem um das Dölitzer Schulwesen verdienten Lehrer Franz Robert Hentschel (1859–1931), seit 1939                       |
| Hermann-Schein-Str. | nach Johann Hermann Schein, Thomaskantor, seit 1925                                                                       |
| Im Dölitzer Holz    | an gleichnamiges Waldstück am Goethesteig angrenzend                                                                      |
| Immischweg          | nach Horst Immisch (1925–2011), Dölitzer Ortschronist                                                                     |
| Johann-Adolf-Straße | nach den Vornamen des Vaters von Paul Giebner, seit 1898                                                                  |
| Kuhnaustraße        | nach Johann Kuhnau, dem Vorgänger Bachs als Thomaskantor, seit 1925                                                       |
| Leinestraße         | nach dem Leinegraben, bis 1912 Dösener Straße                                                                             |
| Matzelstraße        | nach dem in Dölitzer Antifaschisten Herbert Matzel (1915–1943), bis 1968 Crostewitzstraße                                 |
| Newtonstraße        | nach Isaac Newton, bis 1912 König-Albert-Straße, bis 1950 Burchardstraße nach Graf Burchard (Ur-Wettiner)                 |
| Raschwitzer Straße  | ehemalige Straße nach Raschwitz, jetzt Sackgasse                                                                          |
| Vollhardtstraße     | nach dem Dölitzer Gerichtsschöffen Gottlieb Vollhardt, bis 1912 Mühlstraße                                                |
| Wincklerstraße      | nach den Dölitzer Gutsbesitzern, bis 1912 König-Georg-Straße                                                              |